# Der Fuchs und die Katze

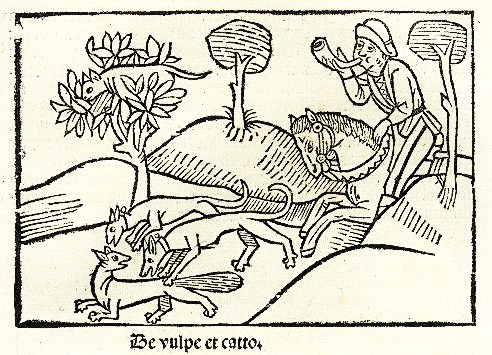
Illustration von Heinrich Steinhöwel, 1501

Der Fuchs und die Katze ist ein Tiermärchen (ATU 105). Es steht in den Kinder- und Hausmärchen der Brüder Grimm ab der 2. Auflage von 1819 an Stelle 75 (KHM 75). Das Märchen ist auch in Österreich und dem lettischen Sprachraum bekannt.

## Inhalt

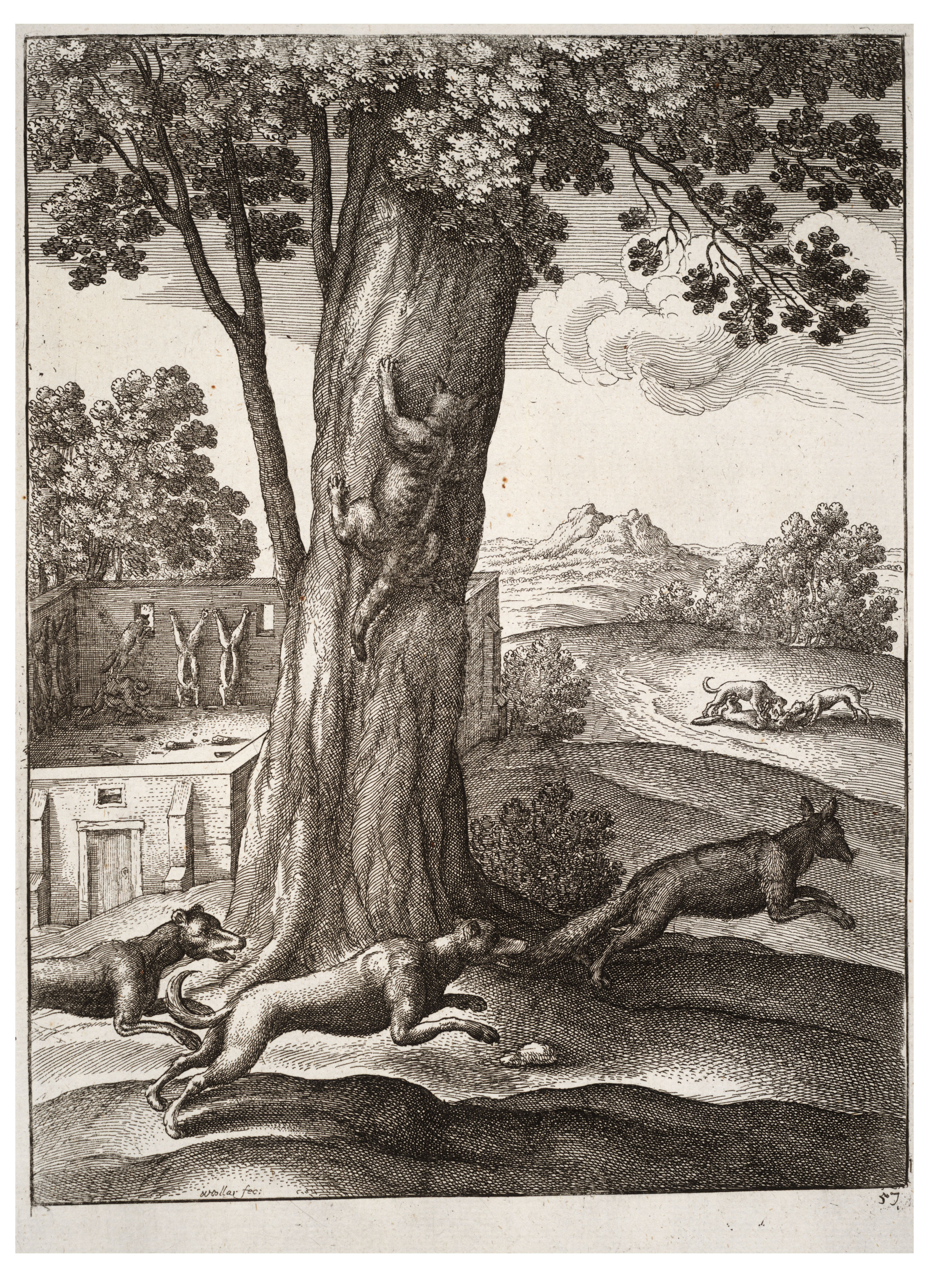
Illustration von Wenzel Hollar

Die Katze begegnet dem Fuchs und grüßt ihn freundlich, weil er als so gescheit gilt. Der Fuchs aber ist hochmütig und prahlt, hundert Künste und einen Sack voll Listen zu beherrschen, während die Katze bescheiden zugibt, ihre einzige Kunst sei, sich vor den Hunden auf einen Baum zu retten. Als die Hunde kommen, springt die Katze auf einen Baum, während sie den Fuchs packen. Sie ruft ihm zu: „Bindet den Sack auf, Herr Fuchs, bindet den Sack auf!“ und „ihr bleibt mit euern hundert Künsten stecken. Hättet ihr heraufkriechen können wie ich, so wärs nicht um euer Leben geschehen.“

## Herkunft
Die Fabel stand in der 2. Auflage von 1819 erst etwas kürzer. Ein Dachshund packt den Fuchs in seinem Bau, was dem Satz der Katze, er sei mit seinen Künsten „stecken geblieben“, mehr Sinn gibt. Dafür prahlt er ab der 3. Auflage auch mit seinem „Sack voll Liste“. Die Katze darf ihre eine List aufzählen, ehe vier Hunde kommen, und spottet dann: „Bindet den Sack auf, Herr Fuchs, bindet den Sack auf“. In der wohl zugrunde liegenden Aufzeichnung von Friedrich Wilhelm Carové sagt der Fuchs zur Katze bloß, „sie sey viel zu gering für ihn“, was Wilhelm Grimm also effektvoll ausbaute.
Grimms Anmerkung von 1856 notiert zur Herkunft den Ort Schweich (wohl Friedrich Wilhelm Carové) und vergleicht Reinhart Fuchs „363“, Nicolaus von Straßburg in Franz Pfeiffers deutsche Mystiker „S. 293“, Hans Sachs „2. 4, 177 Kempten“, eine lateinische Erzählung des 15. Jahrhunderts nach Wilhelm Wackernagel in Hoffmanns Monatsschrift von und für Schlesien 1829 „S. 471. 472“, zum Sack voll Weisheit KHM 175 Der Mond und bei Kölle Nr. 9.
Der Fuchs und die Katze entspricht der späten Version einer der bekanntesten europäischen Fabeln des Mittelalters. Schon Archilochos erwähnt sie mit Fuchs und Igel. Prediger bezogen sie auf Lk 14,11  und Lk 18,14 . Auch Hans Sachs, Heinrich Steinhöwel, Burkard Waldis, Georg Rollenhagen und viele andere griffen das Thema von der Düpierung des Fuchses auf, etwa zur Gegenüberstellung von Fleiß und Hochmut. Ab Ende des 19. Jahrhunderts druckte man Grimms Text in Schulbücher.
1819 wurden mehrere Tierschwänke in Grimms Märchen aufgenommen: KHM 27 Die Bremer Stadtmusikanten, KHM 70 Die drei Glückskinder, KHM 72 Der Wolf und der Mensch, KHM 73 Der Wolf und der Fuchs, KHM 74 Der Fuchs und die Frau Gevatterin.
Das Hase- und Igel-Motiv findet sich auch in Josef Haltrichs Der Fuchs und der Igel (Nr. 116) aus dem Werk Deutsche Volksmärchen aus dem Sachsenlande in Siebenbürgen (Berlin 1856).

## Nichtdeutsche Versionen
Eine lettische Version aus Ojārs Ambainis Werk Lettische Volksmärchen, die im Kreis Valka aufgezeichnet wurde und aus unveröffentlichtem Material aus dem Bestand der Sektion Folklore des A.-Upītis-Instituts für Sprache und Literatur bei der Akademie der Wissenschaften der Lettischen SSR stammt, erhielt im Deutschen den Titel Die Füchsin und der Kater. In dem Werk Lettische Märchen und Sagen, Nach Ansis Lerhis-Puškaitis und anderen Quellen zusammengestellt und redigiert von Prof. P. Šmits (Riga 1925–1937, 15 Bände) sind vier Varianten des Märchens hinterlegt, bei Alma Mednes Lettische Tiermärchen (Riga 1940) derer sogar 18. In der lettischen Folklore gilt die Katze als schlauestes Haustier und der Fuchs als schlauestes Wildtier.